# Gymnocalycium
Gymnocalycium és un gènere de 70 espècies sud-americanes de cactus.
El nom del gènere Gymnocalycium (del grec, "calze nu") refereix al fet que els brots florals no tenen ni pèls ni espines.
Es distribueix a l'Argentina, part d'Uruguai, el Paraguai, sud-orient de Bolívia i part del Brasil.
Moltes espècies són bastant petites, de 4 a 15 cm; amb hàbits de floració fàcils, i per la bellesa i colorit de les seves flors.

## Taxonomia

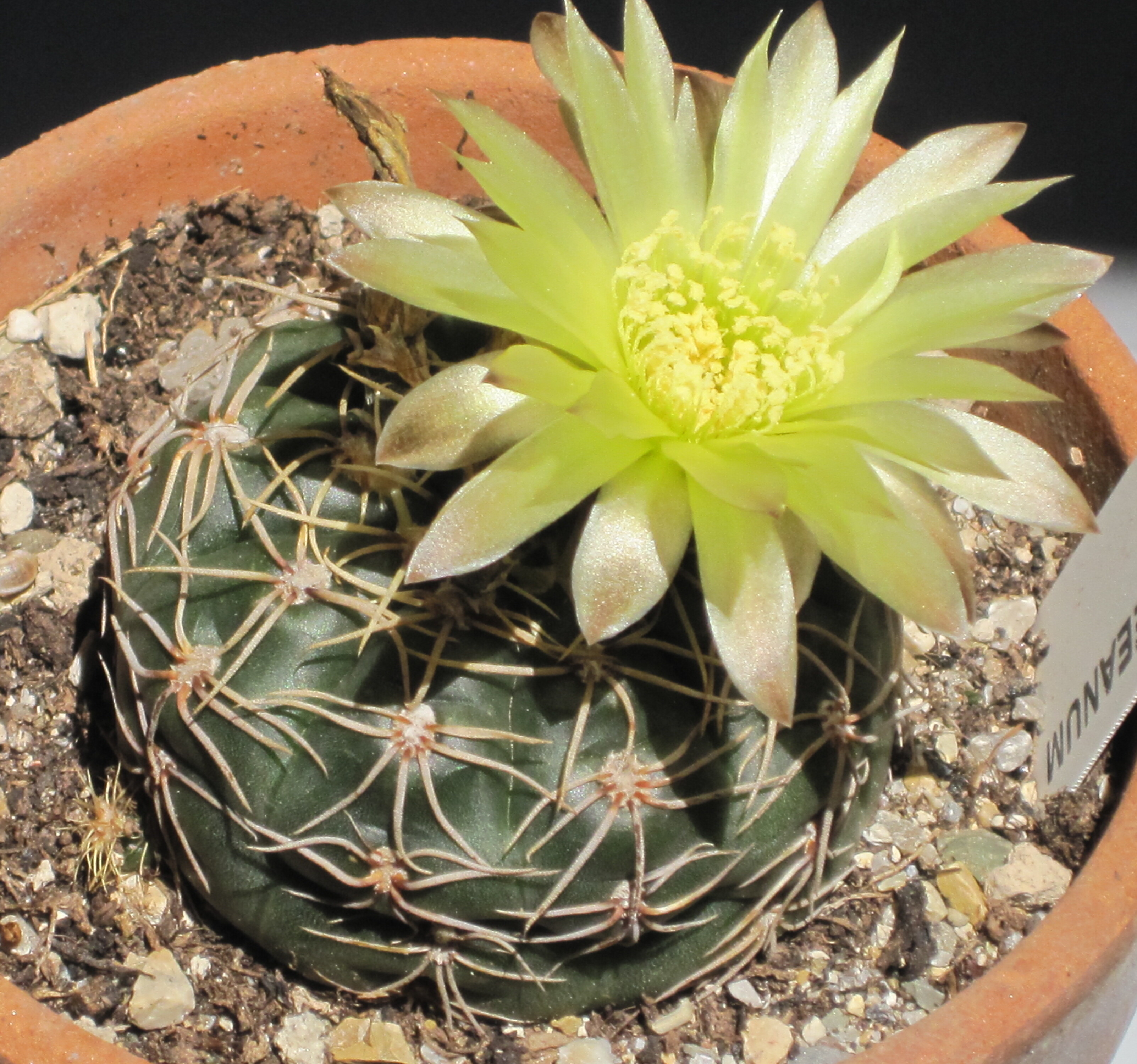
Gymnocalycium leeanum

- Gymnocalycium albiareolatum
- Gymnocalycium angelae
- Gymnocalycium anisitsii
- Gymnocalycium baldianium
- Gymnocalycium bayrianum
- Gymnocalycium bodenbenderianum
- Gymnocalycium carminanthum
- Gymnocalycium castellanosii
- Gymnocalycium fischeri
- Gymnocalycium gibbosum
- Gymnocalycium horstii
- Gymnocalycium leeanum
- Gymnocalycium mihanovichii
- Gymnocalycium netrelianum
- Gymnocalycium obductum
- Gymnocalycium ochoterenai
- Gymnocalycium parvulum
- Gymnocalycium pflanzii
- Gymnocalycium quehlianum
- Gymnocalycium rauschii
- Gymnocalycium riojense
- Gymnocalycium rosae
- Gymnocalycium saglionis
- Gymnocalycium schroederianum
- Gymnocalycium spegazzinii
- Gymnocalycium stellatum
- Gymnocalycium taningaense
- Gymnocalycium uruguayense